# Mudżamma

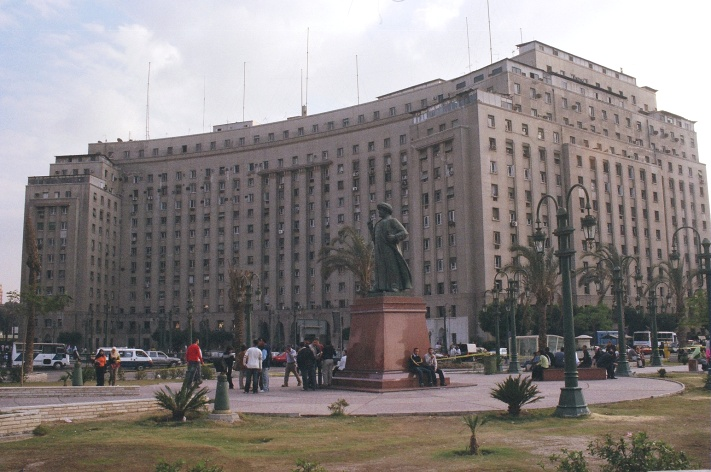
Mudżamma przy Majdan at-Tahrir w Kairze.

Mudżamma, Mugamma, Mogamma (arab. مجمع التحرير, Mudżamma at-Tahrir) – rządowy budynek w Kairze w Egipcie. Znajduje się przy południowej stronie Majdan at-Tahrir.

## Projekt
Budynek wzorowany jest na architekturze radzieckiej, zaprojektowany został przez egipskiego architekta Kamala Ismaila.
Budowla, siedziba Ministerstwa Spraw Wewnętrznych, Ministerstwa Zdrowia i Edukacji, a także gubernatora miasta, jest braterskim darem narodu radzieckiego. Budowla została zaprojektowana w 1950 roku. Związek Radziecki, uważał, że może ona zdobyć wpływy w Egipcie, jako potencjalnego sojusznika. Budynek został ukończony w 1952 roku, tuż przed rewolucją w Egipcie.

## Wykorzystanie
Mudżamma to siedziba Ministerstwa Spraw Wewnętrznych, Ministerstwa Zdrowia i Edukacji, a także gubernatora miasta. W budynku przewija się codziennie około 50 tys. petentów, którzy załatwiają tutaj różne sprawy administracyjne. Na przykład, można w nim uzyskać dokumenty procesowe, prawo jazdy, lub wydanie wizy. W tym 14 piętrowym budynku pracuje ponad 18 tysięcy egipskich urzędników państwowych.

## Mudżamma w filmach
Mudżamma pojawił się w kilku egipskich filmach. Jeden z bardziej znanych to Al-irhab wal Kebab (Terroryzm i Kebab) – komedia, w fabule której biurokracja w tym budynku frustruje egipskich obywateli do tego stopnia, że ich zakładnikiem zostaje strażnik. W filmie wykorzystano biurokrację panującą w Mudżammie jako metaforę wszystkiego, co złe w egipskim społeczeństwie.

## Plany
W 2005 roku rząd poinformował, że ma plany przeniesienia urzędów z obecnej lokalizacji poza centrum miasta. Uważa się, że znajdujące się w budynku urzędy, przyczyniły się do ogromnej liczby korków drogowych na Majdan at-Tahrir i zostanie przeniesiona na obrzeża miasta, wzorem Amerykańskiego Uniwersytetu w Kairze.